# Bulbophyllum orsidice
Bulbophyllum orsidice là một loài phong lan thuộc chi Bulbophyllum.